# Lok-Sabha-Wahlkreis Chikkodi
Der Lok-Sabha-Wahlkreis Chikkodi (auch: Chikodi) ist ein Wahlkreis bei den Wahlen zur Lok Sabha, dem Unterhaus des indischen Parlaments. Er liegt im Bundesstaat Karnataka und umfasst den Nordteil des Distrikts Belagavi (Belgaum) um die Stadt Chikkodi.
Bei der letzten Wahl zur Lok Sabha waren 1.442.296 Einwohner wahlberechtigt.

## Letzte Wahl
Die Wahl zur Lok Sabha 2014 hatte folgendes Ergebnis:
| Kandidat                  | Partei                | Stimmen |
| ------------------------- | --------------------- | ------- |
| Prakash Babanna Hukkeri   | INC                   | 44,3 %  |
| Ramesh Vishwanath Katti   | BJP                   | 44,0 %  |
| Prataprao Patil           | NCP                   | 4,0 %   |
| Balasaheb Patil           | JD(S)                 | 3,7 %   |
| Kadapure Machindra Davalu | BSP                   | 1,4 %   |
| Sonstige                  | Sonstige              | 1,6 %   |
| Keiner der Kandidaten     | Keiner der Kandidaten | 1,0 %   |

## Wahl 2009
Die Wahl zur Lok Sabha 2009 hatte folgendes Ergebnis:
| Kandidat                          | Partei   | Stimmen |
| --------------------------------- | -------- | ------- |
| Ramesh Vishwanath Katti           | BJP      | 49,4 %  |
| Prakash Babanna Hukkeri           | INC      | 44,1 %  |
| Shivanand Wantamuri Siddamallappa | BSP      | 2,3 %   |
| Sonstige                          | Sonstige | 4,2 %   |

## Bisherige Abgeordnete
| Wahl | Name                          | Partei | Stimmen |
| ---- | ----------------------------- | ------ | ------- |
| 1957 | Katti Datta Appa              | SCF    | 51,2 %  |
| 1962 | Vasantrao Lakhagounda Patil   | INC    | 65,4 %  |
| 1967 | B. Shankaranand               | INC    | 65,6 %  |
| 1971 | B. Shankaranand               | INC    | 63,4 %  |
| 1977 | B. Shankaranand               | INC    | 52,0 %  |
| 1980 | B. Shankaranand               | INC(I) | 59,8 %  |
| 1984 | B. Shankaranand               | INC    | 46,6 %  |
| 1989 | B. Shankaranand               | INC    | 43,2 %  |
| 1991 | B. Shankaranand               | INC    | 52,3 %  |
| 1996 | Ratnamala Dhareshwar Savanoor | JD     | 68,2 %  |
| 1998 | Ramesh Chandappa Jigajinagi   | LS     | 51,9 %  |
| 1999 | Ramesh Chandappa Jigajinagi   | JD(U)  | 51,1 %  |
| 2004 | Ramesh Chandappa Jigajinagi   | BJP    | 45,3 %  |
| 2009 | Ramesh Vishwanath Katti       | BJP    | 49,4 %  |
| 2014 | Prakash Babanna Hukkeri       | INC    | 44,3 %  |

## Wahlkreisgeschichte
Der Wahlkreis Chikkodi besteht seit der Lok-Sabha-Wahl 1957. Vorgängerwahlkreis bei der ersten Lok-Sabha-Wahl 1951 war der Wahlkreis Belgaum North. Bis 1973 gehörte der Wahlkreis zum Bundesstaat Mysore, ehe dieser in Karnataka umbenannt wurde. Bis 2004 war der Wahlkreis für Kandidaten aus unteren Kasten (Scheduled Castes) reserviert.